# Филикуди
Филикуди је једно од седам острва које чине Еолски архипелаг, удаљено 56 km североисточно од Сицилије. У административном смислу представља фракцију општине Липари.

## Историја
Савремено име острва води порекло од његовог старогрчког назива Феникуса (феничанско острво). Острво је, као и друга острва архипелага, насељено још од неолита, око 3000. године пре нове ере. Према археолошким налазима, током бронзаног доба, њега је заузела нова група људи. Пре него што су га заузели Грци, било је ненасељено много векова. На острву се такође могу наћи римски и византијски остаци.
До 1971. године острво је имало 270 становника. Његово напуштање почело је након 26. маја те године, када је отишла отприлике трећина становништва, након што је италијанска полиција почела да користи острво као место изгнанства за 18 угледних вођа италијанске мафије који су чекали суђење због оптужби за организовани криминал. До 31. маја преостали становници напустили су острво у знак протеста, са изузетком прогнаника и полиције која их је чувала.
Од 1970-их Филикуди је поново откривен и насељен од стране фотографа и уметника као што је Еторе Зотзас, романописца Роланда Зоса и уредника Ђулија Еинаудија. Њихове перцепције довеле су острво у фокус савременог туризма.